# 1854
1854. је била проста година.

## Догађаји

### Март
- 20. март — У месту Рипон основана је америчка Републиканска странка.
- 31. март — Јапан је са САД потписао споразум из Канагаве о отварању лука Шимода и Хакодате за америчке трговце, чиме је прекинуо своју самоизолацију.

### Мај
- 30. мај — Ступио је на снагу закон о Канзасу и Небраски, којим су успостављене америчке територије Канзас и Небраска и дозвољено тамошњим насељеницима да сами одлуче да ли ће дозволити ропство унутар својих граница.

### Септембар
- 20. септембар — Руска војска је поражена у бици код Алме од удружене британско-француске-турске војске.

### Октобар
- 25. октобар — Битка код Балаклаве

### Новембар
- 5. новембар — Битка код Инкермана

### Децембар
- 8. децембар — Папа Пије IX прогласио догму о безгрешном зачећу Богородице.

## Рођења

### Март
- 14. март — Паул Ерлих, немачки лекар. (†1915)

### Април
- 29. април — Анри Поенкаре, француски математичар. (†1912)

### Јун
- 6. јун — Анте Ковачић, хрватски књижевник. (†1889)

### Јул
- 24. јул — Константин Јиречек, чешки историчар

### Август
- 3. август — Владимир Матијевић, српски привредник. (†1929)
- 22. август — Милан Обреновић, српски краљ. (†1901)

### Октобар
- 4. октобар — Михајло Пупин, српски научник и проналазач. (†1935).
- 16. октобар — Оскар Вајлд, ирски књижевник. (†1900)
- 18. октобар — Лука Ћеловић, српски трговац и добротвор. (†1929)
- 20. октобар — Артур Рембо, француски песник. (†1891).

### Новембар
- 5. новембар — Пол Сабатје, Француски хемичар
- 8. новембар — Јоханес Ридберг, шведски физичар. (†1919)

### Децембар
- непознат датум - Миша Димитријевић, српски глумац. (†1909).
- непознат датум - Лаза Нанчић, српски новинар и књижевник. (†1887)
- непознат датум - Панта Михајловић, српски инжењер телекомуникација. (†1932)

## Смрти

### Август
- 12. август — Теодор Павловић, секретар Матице српске и новинар. (*1804)

### Децембар
- 11. децембар — Прота Матеја Ненадовић, српски устаник и књижевник. (*1777)

### Непознат датум
- непознат датум - Томас Мен Бејнс, енглески сликар. (*1794)